# Sankt Agatha
Sankt Agatha è un comune austriaco di 2 127 abitanti nel distretto di Grieskirchen, in Alta Austria.